# Сиротин, Николай Яковлевич
Николай Яковлевич Сиротин (21 мая 1922, Дно, Псковская губерния — 22 августа 1944, Васлуй, Румыния) — старший лейтенант Рабоче-крестьянской Красной Армии, участник Великой Отечественной войны, Герой Советского Союза (1945).

## Биография
Николай Сиротин родился 21 мая 1922 года в городе Дно (ныне — Псковская область). После окончания средней школы работал на железной дороге. В 1940 году Сиротин был призван на службу в Рабоче-крестьянскую Красную Армию. С июля 1941 года — на фронтах Великой Отечественной войны. В 1942 году Сиротин окончил курсы младших политруков. В боях два раза был ранен.
К августу 1944 года старший лейтенант Николай Сиротин командовал батареей самоходных артиллерийских установок «СУ-76» 156-го танкового полка 45-й механизированной бригады 5-го механизированного корпуса 6-й танковой армии 2-го Украинского фронта. Отличился во время освобождения Румынии. 22 августа 1944 года батарея Сиротина в числе первых вошла в город Васлуй и штурмом взяла железнодорожную станцию, уничтожив 1 САУ, 1 танк, 2 пулемёта и около 40 солдат и офицеров противника. В разгар боя, оказавшись под авианалётом, Сиротин остался в своей горящей САУ и продолжал вести огонь, пока не погиб. Похоронен в Васлуе.
Указом Президиума Верховного Совета СССР от 24 марта 1945 года за «мужество и героизм, проявленные в Ясско-Кишиневской операции», старший лейтенант Николай Сиротин посмертно был удостоен высокого звания Героя Советского Союза. Также был награждён орденом Ленина и медалью.
В честь Сиротина названа улица в Дно.